# گلن ویلن
گلن دیوید ویلن (انگلیسی: Glenn David Whelan؛ زادهٔ ۱۳ ژانویهٔ ۱۹۸۴) بازیکن فوتبال اهل ایرلند است.
وی برای تیم ملی فوتبال ایرلند ۹۱ بازی انجام داده و ۲ گل به ثمر رسانده‌است. پست تخصصی این بازیکن نیز، هافبک است.